# Чернеєво (Дмитровський міський округ)
Черне́єво (рос. Чернеево) — село у складі Дмитровського міського округу Московської області, Росія.

## Населення
Населення — 15 осіб (2010; 22 у 2002).
Національний склад (станом на 2002 рік):
- росіяни — 100 %